# Volta à Andaluzia de 2023
A 69.ª edição da competição de ciclismo Volta à Andaluzia foi uma corrida de ciclismo em estrada por etapas que se celebrou entre 15 e 19 de fevereiro de 2023 na Espanha com início na cidade de Puente de Génave e final na cidade de Alhaurín de la Torre, sobre uma distância total de 845,2 quilómetros.
A corrida fez parte do UCI ProSeries de 2023, calendário ciclístico mundial de segunda divisão, dentro da categoria UCI 2.pro e foi vencida pelo esloveno Tadej Pogačar do UAE Emirates. Completaram o pódio, como segundo e terceiro classificado respectivamente, o espanhol Mikel Landa e o colombiano Santiago Buitrago, ambos do Bahrain Victorious.

## Equipas participantes
Tomaram parte na corrida 17 equipas: 8 de categoria UCI WorldTeam convidados pela organização e 9 de categoria UCI ProTeam. Formaram assim um pelotão de 119 ciclistas dos que acabaram 92. As equipas participantes foram:
| Equipes WorldTeam (8)- Alpecin-Deceuninck - Astana Qazaqstan Team - Bahrain Victorious - Ineos Grenadiers - Intermarché-Circus-Wanty - Team Jayco AlUla - Movistar Team - UAE Team Emirates Equipes ProTeam (9)- Burgos-BH - Caja Rural-Seguros RGA - Eolo-Kometa - Euskaltel-Euskadi - Israel-Premier Tech - Equipo Kern Pharma - Lotto Dstny - Team Flanders-Baloise - TotalEnergies |
| |

## Percurso
A Volta à Andaluzia dispôs de cinco etapas dividido em duas etapas escarpadas, duas etapas em media montanha, e uma etapa de alta montanha, para um percurso total de 845,2 quilómetros.
| Etapa | Data    | Percurso                                   | type           | Distância (km) | Elevação (m) | Vencedor      | Líder geral   |
| ----- | ------- | ------------------------------------------ | -------------- | -------------- | ------------ | ------------- | ------------- |
| 1     | 15 fev. | Puente de Génave – Santiago of the Sword   | alta montanha  | 179            | 3 947 m      | Tadej Pogačar | Tadej Pogačar |
| 2     | 16 fev. | Diezma – Alcalá la Real                    | média montanha | 156,1          | 2 589 m      | Tadej Pogačar | Tadej Pogačar |
| 3     | 17 fev. | Alcalá de Guadaíra – Alcalá de los Gazules | etapa plana    | 161            | 1 667 m      | Tim Wellens   | Tadej Pogačar |
| 4     | 18 fev. | Olvera – Iznájar                           | média montanha | 164,8          | 3 095 m      | Tadej Pogačar | Tadej Pogačar |
| 5     | 19 fev. | Villa de Otura – Alhaurín de la Torre      | média montanha | 184,3          | 2 910 m      | Omar Fraile   | Tadej Pogačar |

## Desenvolvimento da corrida

### 1.ª etapa
| Puente de Génave - Santiago of the Sword | alta montanha | (179 km) |

| \| Classificação por etapas \| Classificação por etapas \| Classificação por etapas \| Classificação por etapas \| Classificação por etapas \| \| Ciclista \| Ciclista \| Equipe \| Tempo \| \| \| ------------------------ \| ------------------------ \| ------------------------ \| ------------------------ \| ------------------------ \| \| 1. \| Tadej Pogačar \| UAE Team Emirates \| 5h04m19s \| \| \| 2. \| Mikel Landa \| Bahrain Victorious \| + 38s \| \| \| 3. \| Carlos Rodríguez \| Ineos Grenadiers \| + 38s \| \| \| 4. \| Santiago Buitrago \| Bahrain Victorious \| + 38s \| \| \| 5. \| Tao Geoghegan Hart \| Ineos Grenadiers \| + 1m38s \| \| \| 6. \| Pavel Sivakov \| Ineos Grenadiers \| + 1m39s \| \| \| 7. \| Damiano Caruso \| Bahrain Victorious \| + 1m39s \| \| \| 8. \| Enric Mas \| Movistar Team \| + 1m39s \| \| \| 9. \| Jack Haig \| Bahrain Victorious \| + 1m39s \| \| \| 10. \| Jefferson Cepeda \| Caja Rural-Seguros RGA \| + 1m41s \| \| |                    |                        |          |
| |                    |                        |          |
| Fonte: ProCyclingStats |                    |                        |          |
| Classificação por etapas |                    |                        |          |
| Ciclista | Ciclista           | Equipe                 | Tempo    |
| 1. | Tadej Pogačar      | UAE Team Emirates      | 5h04m19s |
| 2. | Mikel Landa        | Bahrain Victorious     | + 38s    |
| 3. | Carlos Rodríguez   | Ineos Grenadiers       | + 38s    |
| 4. | Santiago Buitrago  | Bahrain Victorious     | + 38s    |
| 5. | Tao Geoghegan Hart | Ineos Grenadiers       | + 1m38s  |
| 6. | Pavel Sivakov      | Ineos Grenadiers       | + 1m39s  |
| 7. | Damiano Caruso     | Bahrain Victorious     | + 1m39s  |
| 8. | Enric Mas          | Movistar Team          | + 1m39s  |
| 9. | Jack Haig          | Bahrain Victorious     | + 1m39s  |
| 10. | Jefferson Cepeda   | Caja Rural-Seguros RGA | + 1m41s  |

| \| Classificação geral \| Classificação geral \| Classificação geral \| Classificação geral \| Classificação geral \| \| Ciclista \| Ciclista \| Equipe \| Tempo \| \| \| ------------------- \| ------------------- \| ---------------------- \| ------------------- \| ------------------- \| \| 1. \| Tadej Pogačar \| UAE Team Emirates \| 5h04m19s \| \| \| 2. \| Mikel Landa \| Bahrain Victorious \| + 38s \| \| \| 3. \| Carlos Rodríguez \| Ineos Grenadiers \| + 38s \| \| \| 4. \| Santiago Buitrago \| Bahrain Victorious \| + 38s \| \| \| 5. \| Tao Geoghegan Hart \| Ineos Grenadiers \| + 1m38s \| \| \| 6. \| Pavel Sivakov \| Ineos Grenadiers \| + 1m39s \| \| \| 7. \| Damiano Caruso \| Bahrain Victorious \| + 1m39s \| \| \| 8. \| Enric Mas \| Movistar Team \| + 1m39s \| \| \| 9. \| Jack Haig \| Bahrain Victorious \| + 1m39s \| \| \| 10. \| Jefferson Cepeda \| Caja Rural-Seguros RGA \| + 1m41s \| \| |                    |                        |          |
| |                    |                        |          |
| Fonte: ProCyclingStats |                    |                        |          |
| Classificação geral |                    |                        |          |
| Ciclista | Ciclista           | Equipe                 | Tempo    |
| 1. | Tadej Pogačar      | UAE Team Emirates      | 5h04m19s |
| 2. | Mikel Landa        | Bahrain Victorious     | + 38s    |
| 3. | Carlos Rodríguez   | Ineos Grenadiers       | + 38s    |
| 4. | Santiago Buitrago  | Bahrain Victorious     | + 38s    |
| 5. | Tao Geoghegan Hart | Ineos Grenadiers       | + 1m38s  |
| 6. | Pavel Sivakov      | Ineos Grenadiers       | + 1m39s  |
| 7. | Damiano Caruso     | Bahrain Victorious     | + 1m39s  |
| 8. | Enric Mas          | Movistar Team          | + 1m39s  |
| 9. | Jack Haig          | Bahrain Victorious     | + 1m39s  |
| 10. | Jefferson Cepeda   | Caja Rural-Seguros RGA | + 1m41s  |

### 2.ª etapa
| Diezma - Alcalá la Real | média montanha | (156,1 km) |

| \| Classificação por etapas \| Classificação por etapas \| Classificação por etapas \| Classificação por etapas \| Classificação por etapas \| \| Ciclista \| Ciclista \| Equipe \| Tempo \| \| \| ------------------------ \| ------------------------ \| ------------------------ \| ------------------------ \| ------------------------ \| \| 1. \| Tadej Pogačar \| UAE Team Emirates \| 3h40m10s \| \| \| 2. \| Enric Mas \| Movistar Team \| + 4s \| \| \| 3. \| Santiago Buitrago \| Bahrain Victorious \| + 4s \| \| \| 4. \| Mikel Landa \| Bahrain Victorious \| + 4s \| \| \| 5. \| Carlos Rodríguez \| Ineos Grenadiers \| + 4s \| \| \| 6. \| Lorenzo Rota \| Intermarché-Circus-Wanty \| + 17s \| \| \| 7. \| Dylan Teuns \| Israel-Premier Tech \| + 21s \| \| \| 8. \| Tao Geoghegan Hart \| Ineos Grenadiers \| + 24s \| \| \| 9. \| Damiano Caruso \| Bahrain Victorious \| + 33s \| \| \| 10. \| Georg Zimmermann \| Intermarché-Circus-Wanty \| + 36s \| \| |                    |                          |          |
| |                    |                          |          |
| Fonte: ProCyclingStats |                    |                          |          |
| Classificação por etapas |                    |                          |          |
| Ciclista | Ciclista           | Equipe                   | Tempo    |
| 1. | Tadej Pogačar      | UAE Team Emirates        | 3h40m10s |
| 2. | Enric Mas          | Movistar Team            | + 4s     |
| 3. | Santiago Buitrago  | Bahrain Victorious       | + 4s     |
| 4. | Mikel Landa        | Bahrain Victorious       | + 4s     |
| 5. | Carlos Rodríguez   | Ineos Grenadiers         | + 4s     |
| 6. | Lorenzo Rota       | Intermarché-Circus-Wanty | + 17s    |
| 7. | Dylan Teuns        | Israel-Premier Tech      | + 21s    |
| 8. | Tao Geoghegan Hart | Ineos Grenadiers         | + 24s    |
| 9. | Damiano Caruso     | Bahrain Victorious       | + 33s    |
| 10. | Georg Zimmermann   | Intermarché-Circus-Wanty | + 36s    |

| \| Classificação geral \| Classificação geral \| Classificação geral \| Classificação geral \| Classificação geral \| \| Ciclista \| Ciclista \| Equipe \| Tempo \| \| \| ------------------- \| ------------------- \| ------------------- \| ------------------- \| ------------------- \| \| 1. \| Tadej Pogačar \| UAE Team Emirates \| 8h44m19s \| \| \| 2. \| Santiago Buitrago \| Bahrain Victorious \| + 48s \| \| \| 3. \| Mikel Landa \| Bahrain Victorious \| + 52s \| \| \| 4. \| Carlos Rodríguez \| Ineos Grenadiers \| + 52s \| \| \| 5. \| Enric Mas \| Movistar Team \| + 1m47s \| \| \| 6. \| Tao Geoghegan Hart \| Ineos Grenadiers \| + 2m12s \| \| \| 7. \| Damiano Caruso \| Bahrain Victorious \| + 2m22s \| \| \| 8. \| Rafał Majka \| UAE Team Emirates \| + 2m51s \| \| \| 9. \| Pavel Sivakov \| Ineos Grenadiers \| + 2m52s \| \| \| 10. \| Jack Haig \| Bahrain Victorious \| + 2m52s \| \| |                    |                    |          |
| |                    |                    |          |
| Fonte: ProCyclingStats |                    |                    |          |
| Classificação geral |                    |                    |          |
| Ciclista | Ciclista           | Equipe             | Tempo    |
| 1. | Tadej Pogačar      | UAE Team Emirates  | 8h44m19s |
| 2. | Santiago Buitrago  | Bahrain Victorious | + 48s    |
| 3. | Mikel Landa        | Bahrain Victorious | + 52s    |
| 4. | Carlos Rodríguez   | Ineos Grenadiers   | + 52s    |
| 5. | Enric Mas          | Movistar Team      | + 1m47s  |
| 6. | Tao Geoghegan Hart | Ineos Grenadiers   | + 2m12s  |
| 7. | Damiano Caruso     | Bahrain Victorious | + 2m22s  |
| 8. | Rafał Majka        | UAE Team Emirates  | + 2m51s  |
| 9. | Pavel Sivakov      | Ineos Grenadiers   | + 2m52s  |
| 10. | Jack Haig          | Bahrain Victorious | + 2m52s  |

### 3.ª etapa
| Alcalá de Guadaíra - Alcalá de los Gazules | etapa plana | (161 km) |

| \| Classificação por etapas \| Classificação por etapas \| Classificação por etapas \| Classificação por etapas \| Classificação por etapas \| \| Ciclista \| Ciclista \| Equipe \| Tempo \| \| \| ------------------------ \| ------------------------ \| ------------------------ \| ------------------------ \| ------------------------ \| \| 1. \| Tim Wellens \| UAE Team Emirates \| 3h47m12s \| \| \| 2. \| Pierre Latour \| TotalEnergies \| + 14s \| \| \| 3. \| Samuele Battistella \| Astana Qazaqstan Team \| + 15s \| \| \| 4. \| Connor Swift \| Ineos Grenadiers \| + 15s \| \| \| 5. \| Laurenz Rex \| Intermarché-Circus-Wanty \| + 16s \| \| \| 6. \| Davide Bais \| Eolo-Kometa \| + 16s \| \| \| 7. \| Edoardo Zambanini \| Bahrain Victorious \| + 16s \| \| \| 8. \| Cyril Barthe \| Burgos-BH \| + 26s \| \| \| 9. \| Erik Fetter \| Eolo-Kometa \| + 28s \| \| \| 10. \| Gorka Izagirre \| Movistar Team \| + 28s \| \| |                     |                          |          |
| |                     |                          |          |
| Fonte: ProCyclingStats |                     |                          |          |
| Classificação por etapas |                     |                          |          |
| Ciclista | Ciclista            | Equipe                   | Tempo    |
| 1. | Tim Wellens         | UAE Team Emirates        | 3h47m12s |
| 2. | Pierre Latour       | TotalEnergies            | + 14s    |
| 3. | Samuele Battistella | Astana Qazaqstan Team    | + 15s    |
| 4. | Connor Swift        | Ineos Grenadiers         | + 15s    |
| 5. | Laurenz Rex         | Intermarché-Circus-Wanty | + 16s    |
| 6. | Davide Bais         | Eolo-Kometa              | + 16s    |
| 7. | Edoardo Zambanini   | Bahrain Victorious       | + 16s    |
| 8. | Cyril Barthe        | Burgos-BH                | + 26s    |
| 9. | Erik Fetter         | Eolo-Kometa              | + 28s    |
| 10. | Gorka Izagirre      | Movistar Team            | + 28s    |

| \| Classificação geral \| Classificação geral \| Classificação geral \| Classificação geral \| Classificação geral \| \| Ciclista \| Ciclista \| Equipe \| Tempo \| \| \| ------------------- \| ------------------------ \| ------------------- \| ------------------- \| ------------------- \| \| 1. \| Tadej Pogačar \| UAE Team Emirates \| 12h35m57s \| \| \| 2. \| Santiago Buitrago \| Bahrain Victorious \| + 48s \| \| \| 3. \| Mikel Landa \| Bahrain Victorious \| + 52s \| \| \| 4. \| Carlos Rodríguez \| Ineos Grenadiers \| + 52s \| \| \| 5. \| Enric Mas \| Movistar Team \| + 1m47s \| \| \| 6. \| Tao Geoghegan Hart \| Ineos Grenadiers \| + 2m12s \| \| \| 7. \| José Manuel Díaz Gallego \| Burgos-BH \| + 2m19s \| \| \| 8. \| Gorka Izagirre \| Movistar Team \| + 2m21s \| \| \| 9. \| Damiano Caruso \| Bahrain Victorious \| + 2m22s \| \| \| 10. \| Tim Wellens \| UAE Team Emirates \| + 2m26s \| \| |                          |                    |           |
| |                          |                    |           |
| Fonte: ProCyclingStats |                          |                    |           |
| Classificação geral |                          |                    |           |
| Ciclista | Ciclista                 | Equipe             | Tempo     |
| 1. | Tadej Pogačar            | UAE Team Emirates  | 12h35m57s |
| 2. | Santiago Buitrago        | Bahrain Victorious | + 48s     |
| 3. | Mikel Landa              | Bahrain Victorious | + 52s     |
| 4. | Carlos Rodríguez         | Ineos Grenadiers   | + 52s     |
| 5. | Enric Mas                | Movistar Team      | + 1m47s   |
| 6. | Tao Geoghegan Hart       | Ineos Grenadiers   | + 2m12s   |
| 7. | José Manuel Díaz Gallego | Burgos-BH          | + 2m19s   |
| 8. | Gorka Izagirre           | Movistar Team      | + 2m21s   |
| 9. | Damiano Caruso           | Bahrain Victorious | + 2m22s   |
| 10. | Tim Wellens              | UAE Team Emirates  | + 2m26s   |

### 4.ª etapa
| Olvera - Iznájar | média montanha | (164,8 km) |

| \| Classificação por etapas \| Classificação por etapas \| Classificação por etapas \| Classificação por etapas \| Classificação por etapas \| \| Ciclista \| Ciclista \| Equipe \| Tempo \| \| \| ------------------------ \| ------------------------ \| ------------------------ \| ------------------------ \| ------------------------ \| \| 1. \| Tadej Pogačar \| UAE Team Emirates \| 4h01m39s \| \| \| 2. \| Enric Mas \| Movistar Team \| + 3s \| \| \| 3. \| Lorenzo Rota \| Intermarché-Circus-Wanty \| + 9s \| \| \| 4. \| Mikel Landa \| Bahrain Victorious \| + 12s \| \| \| 5. \| Santiago Buitrago \| Bahrain Victorious \| + 21s \| \| \| 6. \| Nick Schultz \| Israel-Premier Tech \| + 21s \| \| \| 7. \| Tao Geoghegan Hart \| Ineos Grenadiers \| + 21s \| \| \| 8. \| Andreas Kron \| Lotto Dstny \| + 24s \| \| \| 9. \| Damiano Caruso \| Bahrain Victorious \| + 33s \| \| \| 10. \| Carlos Rodríguez \| Ineos Grenadiers \| + 33s \| \| |                    |                          |          |
| |                    |                          |          |
| Fonte: ProCyclingStats |                    |                          |          |
| Classificação por etapas |                    |                          |          |
| Ciclista | Ciclista           | Equipe                   | Tempo    |
| 1. | Tadej Pogačar      | UAE Team Emirates        | 4h01m39s |
| 2. | Enric Mas          | Movistar Team            | + 3s     |
| 3. | Lorenzo Rota       | Intermarché-Circus-Wanty | + 9s     |
| 4. | Mikel Landa        | Bahrain Victorious       | + 12s    |
| 5. | Santiago Buitrago  | Bahrain Victorious       | + 21s    |
| 6. | Nick Schultz       | Israel-Premier Tech      | + 21s    |
| 7. | Tao Geoghegan Hart | Ineos Grenadiers         | + 21s    |
| 8. | Andreas Kron       | Lotto Dstny              | + 24s    |
| 9. | Damiano Caruso     | Bahrain Victorious       | + 33s    |
| 10. | Carlos Rodríguez   | Ineos Grenadiers         | + 33s    |

| \| Classificação geral \| Classificação geral \| Classificação geral \| Classificação geral \| Classificação geral \| \| Ciclista \| Ciclista \| Equipe \| Tempo \| \| \| ------------------- \| ------------------- \| ------------------------ \| ------------------- \| ------------------- \| \| 1. \| Tadej Pogačar \| UAE Team Emirates \| 16h36m58s \| \| \| 2. \| Mikel Landa \| Bahrain Victorious \| + 1m14s \| \| \| 3. \| Santiago Buitrago \| Bahrain Victorious \| + 1m19s \| \| \| 4. \| Carlos Rodríguez \| Ineos Grenadiers \| + 1m35s \| \| \| 5. \| Enric Mas \| Movistar Team \| + 1m54s \| \| \| 6. \| Tao Geoghegan Hart \| Ineos Grenadiers \| + 2m43s \| \| \| 7. \| Damiano Caruso \| Bahrain Victorious \| + 3m05s \| \| \| 8. \| Lorenzo Rota \| Intermarché-Circus-Wanty \| + 3m23s \| \| \| 9. \| Andreas Kron \| Lotto Dstny \| + 3m45s \| \| \| 10. \| Pavel Sivakov \| Ineos Grenadiers \| + 3m53s \| \| |                    |                          |           |
| |                    |                          |           |
| Fonte: ProCyclingStats |                    |                          |           |
| Classificação geral |                    |                          |           |
| Ciclista | Ciclista           | Equipe                   | Tempo     |
| 1. | Tadej Pogačar      | UAE Team Emirates        | 16h36m58s |
| 2. | Mikel Landa        | Bahrain Victorious       | + 1m14s   |
| 3. | Santiago Buitrago  | Bahrain Victorious       | + 1m19s   |
| 4. | Carlos Rodríguez   | Ineos Grenadiers         | + 1m35s   |
| 5. | Enric Mas          | Movistar Team            | + 1m54s   |
| 6. | Tao Geoghegan Hart | Ineos Grenadiers         | + 2m43s   |
| 7. | Damiano Caruso     | Bahrain Victorious       | + 3m05s   |
| 8. | Lorenzo Rota       | Intermarché-Circus-Wanty | + 3m23s   |
| 9. | Andreas Kron       | Lotto Dstny              | + 3m45s   |
| 10. | Pavel Sivakov      | Ineos Grenadiers         | + 3m53s   |

### 5.ª etapa
| Villa de Otura - Alhaurín de la Torre | média montanha | (184,3 km) |

| \| Classificação por etapas \| Classificação por etapas \| Classificação por etapas \| Classificação por etapas \| Classificação por etapas \| \| Ciclista \| Ciclista \| Equipe \| Tempo \| \| \| ------------------------ \| ------------------------- \| ------------------------ \| ------------------------ \| ------------------------ \| \| 1. \| Omar Fraile \| Ineos Grenadiers \| 4h27m59s \| \| \| 2. \| Alessandro Covi \| UAE Team Emirates \| + 0s \| \| \| 3. \| Andrea Pasqualon \| Bahrain Victorious \| + 0s \| \| \| 4. \| Andreas Kron \| Lotto Dstny \| + 0s \| \| \| 5. \| Nick Schultz \| Israel-Premier Tech \| + 0s \| \| \| 6. \| Gonzalo Serrano Rodríguez \| Movistar Team \| + 0s \| \| \| 7. \| Edvald Boasson Hagen \| TotalEnergies \| + 0s \| \| \| 8. \| Damiano Caruso \| Bahrain Victorious \| + 0s \| \| \| 9. \| Jesús Ezquerra \| Burgos-BH \| + 0s \| \| \| 10. \| Lorenzo Rota \| Intermarché-Circus-Wanty \| + 0s \| \| |                           |                          |          |
| |                           |                          |          |
| Fonte: ProCyclingStats |                           |                          |          |
| Classificação por etapas |                           |                          |          |
| Ciclista | Ciclista                  | Equipe                   | Tempo    |
| 1. | Omar Fraile               | Ineos Grenadiers         | 4h27m59s |
| 2. | Alessandro Covi           | UAE Team Emirates        | + 0s     |
| 3. | Andrea Pasqualon          | Bahrain Victorious       | + 0s     |
| 4. | Andreas Kron              | Lotto Dstny              | + 0s     |
| 5. | Nick Schultz              | Israel-Premier Tech      | + 0s     |
| 6. | Gonzalo Serrano Rodríguez | Movistar Team            | + 0s     |
| 7. | Edvald Boasson Hagen      | TotalEnergies            | + 0s     |
| 8. | Damiano Caruso            | Bahrain Victorious       | + 0s     |
| 9. | Jesús Ezquerra            | Burgos-BH                | + 0s     |
| 10. | Lorenzo Rota              | Intermarché-Circus-Wanty | + 0s     |

## Classificações finais
- As classificações finalizaram da seguinte forma:[4]

### Classificação geral
| \| Classificação geral \| Classificação geral \| Classificação geral \| Classificação geral \| Classificação geral \| \| Ciclista \| Ciclista \| Equipe \| Tempo \| \| \| ------------------- \| ------------------- \| ------------------------ \| ------------------- \| ------------------- \| \| 1. \| Tadej Pogačar \| UAE Team Emirates \| 21h04m57s \| \| \| 2. \| Mikel Landa \| Bahrain Victorious \| + 1m23s \| \| \| 3. \| Santiago Buitrago \| Bahrain Victorious \| + 1m28s \| \| \| 4. \| Carlos Rodríguez \| Ineos Grenadiers \| + 1m44s \| \| \| 5. \| Enric Mas \| Movistar Team \| + 2m03s \| \| \| 6. \| Tao Geoghegan Hart \| Ineos Grenadiers \| + 2m52s \| \| \| 7. \| Damiano Caruso \| Bahrain Victorious \| + 3m05s \| \| \| 8. \| Lorenzo Rota \| Intermarché-Circus-Wanty \| + 3m23s \| \| \| 9. \| Andreas Kron \| Lotto Dstny \| + 3m45s \| \| \| 10. \| Pavel Sivakov \| Ineos Grenadiers \| + 4m05s \| \| |                    |                          |           |
| |                    |                          |           |
| Fonte: ProCyclingStats |                    |                          |           |
| Classificação geral |                    |                          |           |
| Ciclista | Ciclista           | Equipe                   | Tempo     |
| 1. | Tadej Pogačar      | UAE Team Emirates        | 21h04m57s |
| 2. | Mikel Landa        | Bahrain Victorious       | + 1m23s   |
| 3. | Santiago Buitrago  | Bahrain Victorious       | + 1m28s   |
| 4. | Carlos Rodríguez   | Ineos Grenadiers         | + 1m44s   |
| 5. | Enric Mas          | Movistar Team            | + 2m03s   |
| 6. | Tao Geoghegan Hart | Ineos Grenadiers         | + 2m52s   |
| 7. | Damiano Caruso     | Bahrain Victorious       | + 3m05s   |
| 8. | Lorenzo Rota       | Intermarché-Circus-Wanty | + 3m23s   |
| 9. | Andreas Kron       | Lotto Dstny              | + 3m45s   |
| 10. | Pavel Sivakov      | Ineos Grenadiers         | + 4m05s   |

### Classificação da montanha
| Classificação da montanha | Classificação da montanha | Classificação da montanha | Classificação da montanha | Classificação da montanha |
| Ciclista                  | Ciclista                  | Equipe                    | Pontos                    |                           |
| ------------------------- | ------------------------- | ------------------------- | ------------------------- | ------------------------- |
| 1.                        | Gotzon Martín             | Euskaltel-Euskadi         | 26 pts                    |                           |
| 2.                        | Álex Martín               | Eolo-Kometa               | 18 pts                    |                           |
| 3.                        | Dries De Bondt            | Alpecin-Deceuninck        | 16 pts                    |                           |
| 4.                        | Tadej Pogačar             | UAE Team Emirates         | 15 pts                    |                           |
| 5.                        | Clément Alleno            | Burgos-BH                 | 10 pts                    |                           |
| 6.                        | Pavel Sivakov             | Ineos Grenadiers          | 9 pts                     |                           |
| 7.                        | Mikel Landa               | Bahrain Victorious        | 9 pts                     |                           |
| 8.                        | Omar Fraile               | Ineos Grenadiers          | 8 pts                     |                           |
| 9.                        | Dries Van Gestel          | TotalEnergies             | 8 pts                     |                           |
| 10.                       | Pascal Eenkhoorn          | Lotto Dstny               | 7 pts                     |                           |

### Classificação dos pontos
| Classificação por pontos | Classificação por pontos | Classificação por pontos | Classificação por pontos | Classificação por pontos |
| Ciclista                 | Ciclista                 | Equipe                   | Pontos                   |                          |
| ------------------------ | ------------------------ | ------------------------ | ------------------------ | ------------------------ |
| 1.                       | Tadej Pogačar            | UAE Team Emirates        | 77 pts                   |                          |
| 2.                       | Mikel Landa              | Bahrain Victorious       | 48 pts                   |                          |
| 3.                       | Enric Mas                | Movistar Team            | 48 pts                   |                          |
| 4.                       | Santiago Buitrago        | Bahrain Victorious       | 42 pts                   |                          |
| 5.                       | Carlos Rodríguez         | Ineos Grenadiers         | 34 pts                   |                          |
| 6.                       | Lorenzo Rota             | Intermarché-Circus-Wanty | 32 pts                   |                          |
| 7.                       | Damiano Caruso           | Bahrain Victorious       | 31 pts                   |                          |
| 8.                       | Tim Wellens              | UAE Team Emirates        | 29 pts                   |                          |
| 9.                       | Tao Geoghegan Hart       | Ineos Grenadiers         | 29 pts                   |                          |
| 10.                      | Omar Fraile              | Ineos Grenadiers         | 25 pts                   |                          |

### Classificação por equipas
| Classificação por equipes | Classificação por equipes | Classificação por equipes | Classificação por equipes |
| Equipe                    | Equipe                    | Tempo                     |                           |
| ------------------------- | ------------------------- | ------------------------- | ------------------------- |
| 1.                        | Ineos Grenadiers          | 63h15m54s                 |                           |
| 2.                        | Bahrain Victorious        | + 43s                     |                           |
| 3.                        | UAE Team Emirates         | + 9m57s                   |                           |
| 4.                        | Movistar Team             | + 14m41s                  |                           |
| 5.                        | Team Jayco AlUla          | + 19m59s                  |                           |
| 6.                        | Intermarché-Circus-Wanty  | + 32m40s                  |                           |
| 7.                        | Burgos-BH                 | + 34m48s                  |                           |
| 8.                        | Eolo-Kometa               | + 38m55s                  |                           |
| 9.                        | Israel-Premier Tech       | + 46m35s                  |                           |
| 10.                       | Lotto Dstny               | + 51m06s                  |                           |

## Evolução das classificações
| Etapa |                | Vencedor _    | Classificação geral | Prêmio por pontos | Prêmio de montanha | Metas volantes   | Equipes _          |
| ----- | -------------- | ------------- | ------------------- | ----------------- | ------------------ | ---------------- | ------------------ |
| 1     | alta montanha  | Tadej Pogačar | Tadej Pogačar       | Tadej Pogačar     | Gotzon Martín      | Aaron Van Poucke | Bahrain Victorious |
| 2     | média montanha | Tadej Pogačar | Tadej Pogačar       | Tadej Pogačar     | Gotzon Martín      | Aaron Van Poucke | Bahrain Victorious |
| 3     | etapa plana    | Tim Wellens   | Tadej Pogačar       | Tadej Pogačar     | Gotzon Martín      | Aaron Van Poucke | Ineos Grenadiers   |
| 4     | média montanha | Tadej Pogačar | Tadej Pogačar       | Tadej Pogačar     | Gotzon Martín      | Aaron Van Poucke | Ineos Grenadiers   |
| 5     | média montanha | Omar Fraile   | Tadej Pogačar       | Tadej Pogačar     | Gotzon Martín      | Aaron Van Poucke | Ineos Grenadiers   |
| Final | Final          |               | Tadej Pogačar       | Tadej Pogačar     | Gotzon Martín      | Aaron Van Poucke | Ineos Grenadiers   |

## Ciclistas participantes e posições finais
| Bahrain Victorious TBV | Bahrain Victorious TBV  | Bahrain Victorious TBV |
| ---------------------- | ----------------------- | ---------------------- |
| Num                    | Ciclista                | Pos                    |
| 1                      | Mikel Landa (ESP)       | 2.                     |
| 2                      | Matej Mohorič (SLO)     | 32.                    |
| 3                      | Damiano Caruso (ITA)    | 7.                     |
| 4                      | Jack Haig (AUS)         | 11.                    |
| 5                      | Andrea Pasqualon (ITA)  | 59.                    |
| 6                      | Santiago Buitrago (COL) | 3.                     |
| 7                      | Edoardo Zambanini (ITA) | 39.                    |

| Astana Qazaqstan Team AST | Astana Qazaqstan Team AST | Astana Qazaqstan Team AST |
| ------------------------- | ------------------------- | ------------------------- |
| Num                       | Ciclista                  | Pos                       |
| 11                        | Samuele Battistella (ITA) | DNF-5                     |
| 12                        | Luis León Sánchez (ESP)   | 24.                       |
| 13                        | Christian Scaroni (ITA)   | DNF-4                     |
| 14                        | Fabio Felline (ITA)       | 72.                       |
| 15                        | Vadim Pronskiy (KAZ)      | NP-2                      |
| 16                        | Antonio Nibali (ITA)      | 82.                       |
| 17                        | Joe Dombrowski (USA)      | NP-5                      |

| Ineos Grenadiers IGD | Ineos Grenadiers IGD             | Ineos Grenadiers IGD |
| -------------------- | -------------------------------- | -------------------- |
| Num                  | Ciclista                         | Pos                  |
| 21                   | Carlos Rodríguez (ESP) (estrada) | 4.                   |
| 22                   | Tao Geoghegan Hart (GBR)         | 6.                   |
| 23                   | Jhonatan Narváez (ECU)           | 12.                  |
| 24                   | Connor Swift (GBR)               | 61.                  |
| 25                   | Omar Fraile (ESP)                | 36.                  |
| 26                   | Salvatore Puccio (ITA)           | 76.                  |
| 27                   | Pavel Sivakov (FRA)              | 10.                  |

| Movistar Team MOV | Movistar Team MOV               | Movistar Team MOV |
| ----------------- | ------------------------------- | ----------------- |
| Num               | Ciclista                        | Pos               |
| 31                | Enric Mas (ESP)                 | 5.                |
| 32                | Iván García Cortina (ESP)       | 75.               |
| 33                | Ruben Guerreiro (POR)           | 21.               |
| 34                | Gonzalo Serrano Rodríguez (ESP) | 49.               |
| 35                | Nelson Oliveira (POR)           | 26.               |
| 36                | Gorka Izagirre (ESP)            | 18.               |
| 37                | Sergio Samitier (ESP)           | 86.               |

| UAE Team Emirates UAD | UAE Team Emirates UAD | UAE Team Emirates UAD |
| --------------------- | --------------------- | --------------------- |
| Num                   | Ciclista              | Pos                   |
| 41                    | Tadej Pogačar (SLO)   | 1.                    |
| 42                    | Alessandro Covi (ITA) | 54.                   |
| 43                    | George Bennett (NZL)  | 22.                   |
| 44                    | Tim Wellens (BEL)     | 17.                   |
| 45                    | Rafał Majka (POL)     | 25.                   |
| 46                    | Sjoerd Bax (NED)      | 79.                   |
| 47                    | Domen Novak (SLO)     | 91.                   |

| Team Jayco AlUla JAY | Team Jayco AlUla JAY          | Team Jayco AlUla JAY |
| -------------------- | ----------------------------- | -------------------- |
| Num                  | Ciclista                      | Pos                  |
| 51                   | Kevin Colleoni (ITA)          | 48.                  |
| 52                   | Felix Engelhardt (GER)        | 55.                  |
| 53                   | Tsgabu Grmay (ETH)            | 14.                  |
| 54                   | Christopher Juul-Jensen (DEN) | 80.                  |
| 55                   | Rudy Porter (AUS)             | 46.                  |
| 56                   | Matteo Sobrero (ITA)          | 20.                  |
| 57                   | Filippo Zana (ITA) (estrada)  | 27.                  |

| Alpecin-Deceuninck ADC | Alpecin-Deceuninck ADC  | Alpecin-Deceuninck ADC |
| ---------------------- | ----------------------- | ---------------------- |
| Num                    | Ciclista                | Pos                    |
| 61                     | Dries De Bondt (BEL)    | 81.                    |
| 62                     | Samuel Gaze (NZL)       | 65.                    |
| 63                     | Ayco Bastiaens (BEL)    | DNF-5                  |
| 64                     | Alexander Krieger (GER) | DNF-5                  |
| 65                     | Axel Laurance (FRA)     | 35.                    |
| 66                     | Stefano Oldani (ITA)    | 44.                    |
| 67                     | Lionel Taminiaux (BEL)  |                        |

| Intermarché-Circus-Wanty ICW | Intermarché-Circus-Wanty ICW | Intermarché-Circus-Wanty ICW |
| ---------------------------- | ---------------------------- | ---------------------------- |
| Num                          | Ciclista                     | Pos                          |
| 71                           | Lorenzo Rota (ITA)           | 8.                           |
| 72                           | Georg Zimmermann (GER)       | 47.                          |
| 73                           | Dion Smith (NZL)             | 57.                          |
| 74                           | Niccolò Bonifazio (ITA)      | 60.                          |
| 75                           | Laurens Huys (BEL)           | 23.                          |
| 76                           | Aimé De Gendt (BEL)          | 92.                          |
| 77                           | Laurenz Rex (BEL)            | 83.                          |

| Caja Rural-Seguros RGA CJR | Caja Rural-Seguros RGA CJR   | Caja Rural-Seguros RGA CJR |
| -------------------------- | ---------------------------- | -------------------------- |
| Num                        | Ciclista                     | Pos                        |
| 81                         | Orluis Aular (VEN) (estrada) | 84.                        |
| 82                         | Joel Nicolau (ESP)           | DNF-5                      |
| 83                         | Tomáš Bárta (CZE)            | DNF-4                      |
| 84                         | Jefferson Cepeda (ECU)       | 15.                        |
| 85                         | David González López (ESP)   | DNF-3                      |
| 86                         | Jokin Murguialday (ESP)      | DNF-3                      |
| 87                         | Julen Amézqueta (ESP)        | DNF-5                      |

| Eolo-Kometa EOK | Eolo-Kometa EOK           | Eolo-Kometa EOK |
| --------------- | ------------------------- | --------------- |
| Num             | Ciclista                  | Pos             |
| 91              | Lorenzo Fortunato (ITA)   | DNF-5           |
| 92              | Erik Fetter (HUN)         | 50.             |
| 93              | Davide Bais (ITA)         | NP-5            |
| 94              | Simone Raccani (ITA)      | 73.             |
| 95              | Diego Pablo Sevilla (ESP) | 69.             |
| 96              | Fernando Tercero (ESP)    | 34.             |
| 97              | Álex Martín (ESP)         | 67.             |

| Lotto Dstny LTD | Lotto Dstny LTD                  | Lotto Dstny LTD |
| --------------- | -------------------------------- | --------------- |
| Num             | Ciclista                         | Pos             |
| 101             | Andreas Kron (DEN)               | 9.              |
| 102             | Milan Menten (BEL)               | 89.             |
| 103             | Pascal Eenkhoorn (NED) (estrada) | 52.             |
| 104             | Brent Van Moer (BEL)             | 58.             |
| 105             | Johannes Adamietz (GER)          | 41.             |
| 106             | Frederik Frison (BEL)            | 51.             |
| 107             | Liam Slock (BEL)                 | 66.             |

| Israel-Premier Tech IPT | Israel-Premier Tech IPT | Israel-Premier Tech IPT |
| ----------------------- | ----------------------- | ----------------------- |
| Num                     | Ciclista                | Pos                     |
| 111                     | Dylan Teuns (BEL)       | 19.                     |
| 112                     | Nick Schultz (AUS)      | 13.                     |
| 113                     | Simon Clarke (AUS)      | DNF-1                   |
| 114                     | Hugo Houle (CAN)        | 56.                     |
| 115                     | Corbin Strong (NZL)     | NP-4                    |
| 116                     | Sep Vanmarcke (BEL)     | DNF-5                   |
| 117                     | Tom Van Asbroeck (BEL)  | 88.                     |

| Equipo Kern Pharma EKP | Equipo Kern Pharma EKP     | Equipo Kern Pharma EKP |
| ---------------------- | -------------------------- | ---------------------- |
| Num                    | Ciclista                   | Pos                    |
| 121                    | Jon Agirre (ESP)           | 29.                    |
| 122                    | Raúl García Pierna (ESP)   | DNF-1                  |
| 123                    | Igor Arrieta (ESP)         | 30.                    |
| 124                    | Pau Miquel (ESP)           | DNF-4                  |
| 125                    | Álex Jaime (ESP)           | DNF-1                  |
| 126                    | Carlos García Pierna (ESP) | 63.                    |
| 127                    | Héctor Carretero (ESP)     | 70.                    |

| Euskaltel-Euskadi EUS | Euskaltel-Euskadi EUS  | Euskaltel-Euskadi EUS |
| --------------------- | ---------------------- | --------------------- |
| Num                   | Ciclista               | Pos                   |
| 131                   | Juan José Lobato (ESP) | DNF-2                 |
| 132                   | Txomin Juaristi (ESP)  | 62.                   |
| 133                   | Xabier Isasa (ESP)     | 78.                   |
| 134                   | Gotzon Martín (ESP)    | 71.                   |
| 135                   | Joan Bou (ESP)         | 31.                   |
| 136                   | Luis Ángel Maté (ESP)  | 38.                   |
| 137                   | Ibai Azurmendi (ESP)   | NP-4                  |

| TotalEnergies TEN | TotalEnergies TEN          | TotalEnergies TEN |
| ----------------- | -------------------------- | ----------------- |
| Num               | Ciclista                   | Pos               |
| 141               | Dries Van Gestel (BEL)     | 85.               |
| 142               | Edvald Boasson Hagen (NOR) | 45.               |
| 143               | Pierre Latour (FRA)        | 43.               |
| 144               | Paul Ourselin (FRA)        | NP-5              |
| 145               | Geoffrey Soupe (FRA)       | DNF-5             |
| 146               | Alan Jousseaume (FRA)      | NP-5              |
| 147               | Jérémy Cabot (FRA)         | 33.               |

| Burgos-BH BBH | Burgos-BH BBH                  | Burgos-BH BBH |
| ------------- | ------------------------------ | ------------- |
| Num           | Ciclista                       | Pos           |
| 151           | Clément Alleno (FRA)           | 87.           |
| 152           | Jesús Ezquerra (ESP)           | 74.           |
| 153           | Daniel Navarro (ESP)           | 37.           |
| 154           | Cyril Barthe (FRA)             | 77.           |
| 155           | Ander Okamika (ESP)            | 64.           |
| 156           | José Manuel Díaz Gallego (ESP) | 16.           |
| 157           | Andrés Camilo Ardila (COL)     | 28.           |

| Team Flanders-Baloise TFB | Team Flanders-Baloise TFB | Team Flanders-Baloise TFB |
| ------------------------- | ------------------------- | ------------------------- |
| Num                       | Ciclista                  | Pos                       |
| 161                       | Aaron Van Poucke (BEL)    | 90.                       |
| 162                       | Vincent Van Hemelen (BEL) | 68.                       |
| 163                       | Gilles De Wilde (BEL)     | DNF-5                     |
| 164                       | Jenno Berckmoes (BEL)     | 40.                       |
| 165                       | Ward Vanhoof (BEL)        | DNF-3                     |
| 166                       | Vito Braet (BEL)          | 42.                       |
| 167                       | Alex Colman (BEL)         | 53.                       |

| Bahrain Victorious TBV | Bahrain Victorious TBV  | Bahrain Victorious TBV |
| ---------------------- | ----------------------- | ---------------------- |
| Num                    | Ciclista                | Pos                    |
| 1                      | Mikel Landa (ESP)       | 2.                     |
| 2                      | Matej Mohorič (SLO)     | 32.                    |
| 3                      | Damiano Caruso (ITA)    | 7.                     |
| 4                      | Jack Haig (AUS)         | 11.                    |
| 5                      | Andrea Pasqualon (ITA)  | 59.                    |
| 6                      | Santiago Buitrago (COL) | 3.                     |
| 7                      | Edoardo Zambanini (ITA) | 39.                    |

| Astana Qazaqstan Team AST | Astana Qazaqstan Team AST | Astana Qazaqstan Team AST |
| ------------------------- | ------------------------- | ------------------------- |
| Num                       | Ciclista                  | Pos                       |
| 11                        | Samuele Battistella (ITA) | DNF-5                     |
| 12                        | Luis León Sánchez (ESP)   | 24.                       |
| 13                        | Christian Scaroni (ITA)   | DNF-4                     |
| 14                        | Fabio Felline (ITA)       | 72.                       |
| 15                        | Vadim Pronskiy (KAZ)      | NP-2                      |
| 16                        | Antonio Nibali (ITA)      | 82.                       |
| 17                        | Joe Dombrowski (USA)      | NP-5                      |

| Ineos Grenadiers IGD | Ineos Grenadiers IGD             | Ineos Grenadiers IGD |
| -------------------- | -------------------------------- | -------------------- |
| Num                  | Ciclista                         | Pos                  |
| 21                   | Carlos Rodríguez (ESP) (estrada) | 4.                   |
| 22                   | Tao Geoghegan Hart (GBR)         | 6.                   |
| 23                   | Jhonatan Narváez (ECU)           | 12.                  |
| 24                   | Connor Swift (GBR)               | 61.                  |
| 25                   | Omar Fraile (ESP)                | 36.                  |
| 26                   | Salvatore Puccio (ITA)           | 76.                  |
| 27                   | Pavel Sivakov (FRA)              | 10.                  |

| Movistar Team MOV | Movistar Team MOV               | Movistar Team MOV |
| ----------------- | ------------------------------- | ----------------- |
| Num               | Ciclista                        | Pos               |
| 31                | Enric Mas (ESP)                 | 5.                |
| 32                | Iván García Cortina (ESP)       | 75.               |
| 33                | Ruben Guerreiro (POR)           | 21.               |
| 34                | Gonzalo Serrano Rodríguez (ESP) | 49.               |
| 35                | Nelson Oliveira (POR)           | 26.               |
| 36                | Gorka Izagirre (ESP)            | 18.               |
| 37                | Sergio Samitier (ESP)           | 86.               |

| UAE Team Emirates UAD | UAE Team Emirates UAD | UAE Team Emirates UAD |
| --------------------- | --------------------- | --------------------- |
| Num                   | Ciclista              | Pos                   |
| 41                    | Tadej Pogačar (SLO)   | 1.                    |
| 42                    | Alessandro Covi (ITA) | 54.                   |
| 43                    | George Bennett (NZL)  | 22.                   |
| 44                    | Tim Wellens (BEL)     | 17.                   |
| 45                    | Rafał Majka (POL)     | 25.                   |
| 46                    | Sjoerd Bax (NED)      | 79.                   |
| 47                    | Domen Novak (SLO)     | 91.                   |

| Team Jayco AlUla JAY | Team Jayco AlUla JAY          | Team Jayco AlUla JAY |
| -------------------- | ----------------------------- | -------------------- |
| Num                  | Ciclista                      | Pos                  |
| 51                   | Kevin Colleoni (ITA)          | 48.                  |
| 52                   | Felix Engelhardt (GER)        | 55.                  |
| 53                   | Tsgabu Grmay (ETH)            | 14.                  |
| 54                   | Christopher Juul-Jensen (DEN) | 80.                  |
| 55                   | Rudy Porter (AUS)             | 46.                  |
| 56                   | Matteo Sobrero (ITA)          | 20.                  |
| 57                   | Filippo Zana (ITA) (estrada)  | 27.                  |

| Alpecin-Deceuninck ADC | Alpecin-Deceuninck ADC  | Alpecin-Deceuninck ADC |
| ---------------------- | ----------------------- | ---------------------- |
| Num                    | Ciclista                | Pos                    |
| 61                     | Dries De Bondt (BEL)    | 81.                    |
| 62                     | Samuel Gaze (NZL)       | 65.                    |
| 63                     | Ayco Bastiaens (BEL)    | DNF-5                  |
| 64                     | Alexander Krieger (GER) | DNF-5                  |
| 65                     | Axel Laurance (FRA)     | 35.                    |
| 66                     | Stefano Oldani (ITA)    | 44.                    |
| 67                     | Lionel Taminiaux (BEL)  |                        |

| Intermarché-Circus-Wanty ICW | Intermarché-Circus-Wanty ICW | Intermarché-Circus-Wanty ICW |
| ---------------------------- | ---------------------------- | ---------------------------- |
| Num                          | Ciclista                     | Pos                          |
| 71                           | Lorenzo Rota (ITA)           | 8.                           |
| 72                           | Georg Zimmermann (GER)       | 47.                          |
| 73                           | Dion Smith (NZL)             | 57.                          |
| 74                           | Niccolò Bonifazio (ITA)      | 60.                          |
| 75                           | Laurens Huys (BEL)           | 23.                          |
| 76                           | Aimé De Gendt (BEL)          | 92.                          |
| 77                           | Laurenz Rex (BEL)            | 83.                          |

| Caja Rural-Seguros RGA CJR | Caja Rural-Seguros RGA CJR   | Caja Rural-Seguros RGA CJR |
| -------------------------- | ---------------------------- | -------------------------- |
| Num                        | Ciclista                     | Pos                        |
| 81                         | Orluis Aular (VEN) (estrada) | 84.                        |
| 82                         | Joel Nicolau (ESP)           | DNF-5                      |
| 83                         | Tomáš Bárta (CZE)            | DNF-4                      |
| 84                         | Jefferson Cepeda (ECU)       | 15.                        |
| 85                         | David González López (ESP)   | DNF-3                      |
| 86                         | Jokin Murguialday (ESP)      | DNF-3                      |
| 87                         | Julen Amézqueta (ESP)        | DNF-5                      |

| Eolo-Kometa EOK | Eolo-Kometa EOK           | Eolo-Kometa EOK |
| --------------- | ------------------------- | --------------- |
| Num             | Ciclista                  | Pos             |
| 91              | Lorenzo Fortunato (ITA)   | DNF-5           |
| 92              | Erik Fetter (HUN)         | 50.             |
| 93              | Davide Bais (ITA)         | NP-5            |
| 94              | Simone Raccani (ITA)      | 73.             |
| 95              | Diego Pablo Sevilla (ESP) | 69.             |
| 96              | Fernando Tercero (ESP)    | 34.             |
| 97              | Álex Martín (ESP)         | 67.             |

| Lotto Dstny LTD | Lotto Dstny LTD                  | Lotto Dstny LTD |
| --------------- | -------------------------------- | --------------- |
| Num             | Ciclista                         | Pos             |
| 101             | Andreas Kron (DEN)               | 9.              |
| 102             | Milan Menten (BEL)               | 89.             |
| 103             | Pascal Eenkhoorn (NED) (estrada) | 52.             |
| 104             | Brent Van Moer (BEL)             | 58.             |
| 105             | Johannes Adamietz (GER)          | 41.             |
| 106             | Frederik Frison (BEL)            | 51.             |
| 107             | Liam Slock (BEL)                 | 66.             |

| Israel-Premier Tech IPT | Israel-Premier Tech IPT | Israel-Premier Tech IPT |
| ----------------------- | ----------------------- | ----------------------- |
| Num                     | Ciclista                | Pos                     |
| 111                     | Dylan Teuns (BEL)       | 19.                     |
| 112                     | Nick Schultz (AUS)      | 13.                     |
| 113                     | Simon Clarke (AUS)      | DNF-1                   |
| 114                     | Hugo Houle (CAN)        | 56.                     |
| 115                     | Corbin Strong (NZL)     | NP-4                    |
| 116                     | Sep Vanmarcke (BEL)     | DNF-5                   |
| 117                     | Tom Van Asbroeck (BEL)  | 88.                     |

| Equipo Kern Pharma EKP | Equipo Kern Pharma EKP     | Equipo Kern Pharma EKP |
| ---------------------- | -------------------------- | ---------------------- |
| Num                    | Ciclista                   | Pos                    |
| 121                    | Jon Agirre (ESP)           | 29.                    |
| 122                    | Raúl García Pierna (ESP)   | DNF-1                  |
| 123                    | Igor Arrieta (ESP)         | 30.                    |
| 124                    | Pau Miquel (ESP)           | DNF-4                  |
| 125                    | Álex Jaime (ESP)           | DNF-1                  |
| 126                    | Carlos García Pierna (ESP) | 63.                    |
| 127                    | Héctor Carretero (ESP)     | 70.                    |

| Euskaltel-Euskadi EUS | Euskaltel-Euskadi EUS  | Euskaltel-Euskadi EUS |
| --------------------- | ---------------------- | --------------------- |
| Num                   | Ciclista               | Pos                   |
| 131                   | Juan José Lobato (ESP) | DNF-2                 |
| 132                   | Txomin Juaristi (ESP)  | 62.                   |
| 133                   | Xabier Isasa (ESP)     | 78.                   |
| 134                   | Gotzon Martín (ESP)    | 71.                   |
| 135                   | Joan Bou (ESP)         | 31.                   |
| 136                   | Luis Ángel Maté (ESP)  | 38.                   |
| 137                   | Ibai Azurmendi (ESP)   | NP-4                  |

| TotalEnergies TEN | TotalEnergies TEN          | TotalEnergies TEN |
| ----------------- | -------------------------- | ----------------- |
| Num               | Ciclista                   | Pos               |
| 141               | Dries Van Gestel (BEL)     | 85.               |
| 142               | Edvald Boasson Hagen (NOR) | 45.               |
| 143               | Pierre Latour (FRA)        | 43.               |
| 144               | Paul Ourselin (FRA)        | NP-5              |
| 145               | Geoffrey Soupe (FRA)       | DNF-5             |
| 146               | Alan Jousseaume (FRA)      | NP-5              |
| 147               | Jérémy Cabot (FRA)         | 33.               |

| Burgos-BH BBH | Burgos-BH BBH                  | Burgos-BH BBH |
| ------------- | ------------------------------ | ------------- |
| Num           | Ciclista                       | Pos           |
| 151           | Clément Alleno (FRA)           | 87.           |
| 152           | Jesús Ezquerra (ESP)           | 74.           |
| 153           | Daniel Navarro (ESP)           | 37.           |
| 154           | Cyril Barthe (FRA)             | 77.           |
| 155           | Ander Okamika (ESP)            | 64.           |
| 156           | José Manuel Díaz Gallego (ESP) | 16.           |
| 157           | Andrés Camilo Ardila (COL)     | 28.           |

| Team Flanders-Baloise TFB | Team Flanders-Baloise TFB | Team Flanders-Baloise TFB |
| ------------------------- | ------------------------- | ------------------------- |
| Num                       | Ciclista                  | Pos                       |
| 161                       | Aaron Van Poucke (BEL)    | 90.                       |
| 162                       | Vincent Van Hemelen (BEL) | 68.                       |
| 163                       | Gilles De Wilde (BEL)     | DNF-5                     |
| 164                       | Jenno Berckmoes (BEL)     | 40.                       |
| 165                       | Ward Vanhoof (BEL)        | DNF-3                     |
| 166                       | Vito Braet (BEL)          | 42.                       |
| 167                       | Alex Colman (BEL)         | 53.                       |

Convenções:
- AB-N: Abandono na etapa "N"
- FLT-N: Retiro por chegada fora do limite de tempo na etapa "N"
- NTS-N: Não tomou a saída para a etapa "N"
- DES-N: Desclassificado ou expulsado na etapa "N"

## UCI World Ranking
A Volta à Andaluzia outorgou pontos para o UCI World Ranking para corredores das equipas nas categorias UCI WorldTeam, UCI ProTeam e Continental. As seguintes tabelas são o barómetro de pontuação e os dez corredores que obtiveram mais pontos:
| Posição             | 1.º | 2.º | 3.º | 4.º | 5.º | 6.º | 7.º | 8.º | 9.º | 10.º | 11.º | 12.º | 13.º | 14.º | 15.º | 16.º-30.º | 31.º-40.º |
| Classificação geral | 200 | 150 | 125 | 100 | 85  | 70  | 60  | 50  | 40  | 35   | 30   | 25   | 20   | 15   | 10   | 5         | 3         |
| Por etapa           | 20  | 15  | 10  | 5   | 3   |     |     |     |     |      |      |      |      |      |      |           |           |
| Líder               | 5   |     |     |     |     |     |     |     |     |      |      |      |      |      |      |           |           |

| Classificação |                    |                          |       |       |       |       |
| Posição       | Ciclista           | Equipa                   | Geral | Etapa | Líder | Total |
| ------------- | ------------------ | ------------------------ | ----- | ----- | ----- | ----- |
| 1.º           | Tadej Pogačar      | UAE Emirates             | 200   | 60    | 20    | 280   |
| 2.º           | Mikel Landa        | Bahrain Victorious       | 150   | 25    | -     | 175   |
| 3.º           | Santiago Buitrago  | Bahrain Victorious       | 125   | 18    | -     | 143   |
| 4.º           | Enric Mas          | Movistar                 | 85    | 30    | -     | 115   |
| 5.º           | Carlos Rodríguez   | Ineos Grenadiers         | 100   | 13    | -     | 113   |
| 6.º           | Tao Geoghegan Hart | Ineos Grenadiers         | 70    | 3     | -     | 73    |
| 7.º           | Damiano Caruso     | Bahrain Victorious       | 60    | -     | -     | 60    |
| 8.º           | Lorenzo Rota       | Intermarché-Circus-Wanty | 50    | 10    | -     | 60    |
| 9.º           | Andreas Kron       | Lotto Dstny              | 40    | 5     | -     | 45    |
| 10.º          | Pavel Sivakov      | Ineos Grenadiers         | 35    | -     | -     | 35    |